# Социалистический феминизм
Социалисти́ческий фемини́зм — направление феминизма, направленное как на публичные, так и на частные стороны жизни женщин, и утверждающее, что неравенство может быть преодолено только путём принятия мер против культурных и экономических источников угнетения женщин. Социалистический феминизм объединяет угнетение женщин с марксистскими идеями об эксплуатации, угнетении и труде. Социалистический феминизм рассматривает женщин как подвергающихся угнетению в связи с их неравным положением на рабочем месте и в быту. Проституция, бытовой труд, уход за детьми и брак рассматриваются сторонниками этого течения как способы эксплуатации женщин патриархальной системой. Социалистический феминизм сосредотачивает своё внимание на широких изменениях, затрагивающих общество в целом. Сторонники социалистического феминизма видят необходимость совместной работы не только с мужчинами, но и со всеми другими группами, которые, как и женщины, подвергаются эксплуатации в рамках капиталистической системы.
Социалистические феминистки отвергают основные претензии радикального феминизма, согласно которым патриархат является единственным или основным источником угнетения женщин.
Некоторые социалистические феминистки считают наивной точку зрения, согласно которой гендерное угнетение является подчинённым по отношению к классовому угнетению, поэтому значительная часть усилий сторонников социалистического феминизма направлена на отделение гендерных феноменов от классовых феноменов.